# Piezophidion bordoni
Piezophidion bordoni är en skalbaggsart som beskrevs av Martins 2005. Piezophidion bordoni ingår i släktet Piezophidion och familjen långhorningar.
Artens utbredningsområde är Venezuela. Inga underarter finns listade i Catalogue of Life.